# Gettysburg (Pennsilvània)
Gettysburg és una població dels Estats Units a l'estat de Pennsilvània. Segons el cens del 2000 tenia 7.490 habitants.

## Demografia
Segons el cens del 2000, Gettysburg tenia 7.490 habitants, 2.541 habitatges, i 1.229 famílies. La densitat de població era de 1.763,4 habitants per quilòmetre quadrat.
Dels 2.541 habitatges en un 22,5% hi vivien nens de menys de 18 anys, en un 32,6% hi vivien parelles casades, en un 12,6% dones solteres, i en un 51,6% no eren unitats familiars. En el 42,5% dels habitatges hi vivien persones soles el 16,7% de les quals corresponia a persones de 65 anys o més que vivien soles. El nombre mitjà de persones vivint en cada habitatge era de 2,17 i el nombre mitjà de persones que vivien en cada família era de 2,94.
Per edats la població es repartia de la següent manera: un 16,2% tenia menys de 18 anys, un 36,2% entre 18 i 24, un 19,1% entre 25 i 44, un 15,9% de 45 a 60 i un 12,5% 65 anys o més.
L'edat mediana era de 23 anys. Per cada 100 dones de 18 o més anys hi havia 85,1 homes.
La renda mediana per habitatge era de 29.840 $ i la renda mediana per família de 40.489 $. Els homes tenien una renda mediana de 30.341 $ mentre que les dones 21.111 $. La renda per capita de la població era de 14.157 $. Entorn del 13,2% de les famílies i el 19,4% de la població estaven per davall del llindar de pobresa.

## Poblacions més properes
El següent diagrama mostra les poblacions més properes.